# Magnesiochromit
Magnesiochromit ist ein eher selten vorkommendes Mineral aus der Mineralklasse der „Oxide und Hydroxide“ mit der Endgliedzusammensetzung MgCr3+2O4 und damit chemisch gesehen ein Magnesium-Chrom-Oxid.
Magnesiochromit kristallisiert im kubischen Kristallsystem und findet sich meist in Form von körnigen bis massigen Mineral-Aggregaten. Selten entwickelt er auch oktaedrische Kristalle und Zwillinge mit schlecht ausgebildeten Kristallflächen bis etwa 1,5 mm Größe.
Das Mineral ist im Allgemeinen undurchsichtig (opak), an dünnen Kanten oder Ecken aber durchscheinend. Die Oberflächen der tiefroten bis schwarzen Kristalle und Aggregate zeigen einen metallischen Glanz. Im Gegensatz zur Oberflächenfarbe ist die Strichfarbe von Magnesiochromit dunkelgrau bis braun.

## Etymologie und Geschichte
Erstmals entdeckt wurde das Mineral bei Grochau im Powiat Ząbkowicki (Kreis Frankenstein) in der polnischen Woiwodschaft Niederschlesien und beschrieben 1868 durch Georg Max Bock (* 1843) in seiner Dissertation Über einige Schlesische Mineralien, deren Constitution und einige andere analytische Resultate, in der er es zunächst als Magnochromit bezeichnete. Alfred Lacroix wandelte den Namen 1910 in seinem Werk Minéralogie de la France et de ses colonies in die bis heute gültige Bezeichnung Magnesiochromit ab.
Typmaterial für Magnesiochromit ist nicht definiert.

## Klassifikation
Die strukturelle Klassifikation der International Mineralogical Association (IMA) zählt den Magnesiochromit zur Spinell-Supergruppe, wo er zusammen mit Chromit, Cochromit, Coulsonit, Cuprospinell, Dellagiustait, Deltalumit, Franklinit, Gahnit, Galaxit, Guit, Hausmannit, Hercynit, Hetaerolith, Jakobsit, Maghemit, Magnesiocoulsonit, Magnesioferrit, Magnetit, Manganochromit, Spinell, Thermaerogenit, Titanomaghemit Trevorit, Vuorelainenit und Zincochromit die Spinell-Untergruppe innerhalb der Oxispinelle bildet. Ebenfalls in diese Gruppe gehören die nach 2018 beschriebenen Oxispinelle Chihmingit und Chukochenit sowie der Nichromit, dessen Name von der CNMNC der IMA noch nicht anerkannt worden ist.
In der veralteten 8. Auflage der Mineralsystematik nach Strunz gehörte der Magnesiochromit zur Mineralklasse der „Oxide und Hydroxide“ und dort zur Abteilung der „Verbindungen mit M3O4- und verwandte Verbindungen“, wo er zusammen mit Chromit, Magnesiochromit und Manganochromit sowie mit den inzwischen diskreditierten Mitgliedern Chromohercynit und Picotit die Gruppe der „Chrom-Spinelle“ mit der System-Nr. IV/B.01c bildete.
Im zuletzt 2018 überarbeiteten und aktualisierten Lapis-Mineralienverzeichnis nach Stefan Weiß, das sich aus Rücksicht auf private Sammler und institutionelle Sammlungen noch nach dieser klassischen Systematik von Karl Hugo Strunz richtet, erhielt das Mineral die System- und Mineral-Nr. IV/B.03-10. In der „Lapis-Systematik“ entspricht dies ebenfalls der Abteilung „Oxide mit Verhältnis Metall zu Sauerstoff = 3 : 4 (Spinelltyp M3O4 und verwandte Verbindungen)“, wo Magnesiochromit zusammen mit Chromit, Cochromit, Manganochromit, Nichromit und Zincochromit die Gruppe der „Chromit-Spinelle“ bildet.
Die seit 2001 gültige und von der IMA bis 2009 aktualisierte 9. Auflage der Strunz’schen Mineralsystematik ordnet den Magnesiochromit ebenfalls in die Abteilung der Oxide mit Stoffmengenverhältnis „Metall : Sauerstoff = 3 : 4 und vergleichbare“ ein. Diese ist allerdings weiter unterteilt nach der relativen Größe der beteiligten Kationen, sodass das Mineral entsprechend seiner Zusammensetzung in der Unterabteilung „Mit ausschließlich mittelgroßen Kationen“ zu finden ist, wo es zusammen mit Brunogeierit, Chromit, Cochromit, Coulsonit, Cuprospinell, Filipstadit, Franklinit, Gahnit, Galaxit, Hercynit, Jakobsit, Magnesiocoulsonit, Magnesioferrit, Magnetit, Manganochromit, Nichromit (N), Qandilit, Spinell, Trevorit, Ulvöspinell, Vuorelainenit und Zincochromit die „Spinellgruppe“ mit der System-Nr. 4.BB.05 bildet.
Auch die vorwiegend im englischen Sprachraum gebräuchliche Systematik der Minerale nach Dana ordnet den Magnesiochromit in die Klasse der „Oxide und Hydroxide“ und dort in die Abteilung „Mehrfache Oxide“ ein. Hier ist er zusammen mit Chromit, Cochromit, Manganochromit, Nichromit und Zincochromit in der „Chrom-Untergruppe“ mit der System-Nr. 07.02.03 innerhalb der Unterabteilung „Mehrfache Oxide (A+B2+)2X4, Spinellgruppe“ zu finden.

## Chemismus
Die Endgliedzusammensetzung von Magnesiochromit (MgCr3+2O4) enthält 12,64 Gew.-% Magnesium (Mg), 54,08 Gew.-% Chrom (Cr) und 33,28 Gew.-% Sauerstoff (O). Dies entspricht in der Oxidform 20,96 Gew.-% MgO und 79,04 Gew.-% Cr2O3.
Magnesiochromit bildet je eine Mischkristallreihe mit Chromit (Fe2+Cr2O4) und Spinell (MgAl2O4), daher ist bei natürlichen Magnesiochromiten meist ein Teil des Magnesiums durch Eisen sowie ein Teil des Chroms durch Aluminium diadoch ersetzt (substituiert). In verschiedenen Mineralproben wurden zudem geringere Fremdbeimengungen von Mangan, Titan, Vanadium und Nickel gemessen.

## Kristallstruktur
Magnesiochromit kristallisiert isostrukturell (isotyp) mit Chromit und Magnetit im kubischen Kristallsystem in der Raumgruppe Fd3m (Raumgruppen-Nr. 227) mit dem Gitterparameter a = 8,33 Å sowie 8 Formeleinheiten pro Elementarzelle.

## Bildung und Fundorte
Magnesiochromit bildet sich als akzessorischer Bestandteil in ultramafischen Gesteinen wie Duniten, Serpentiniten, Kimberliten, Lamproiten und Komatiiten. Gelegentlich findet er sich auch in Form von Einsprenglingen in Lamprophyren und mittelozeanischen Basalten. Als Begleitminerale können unter anderem Augit, Magnetit, Pigeonit sowie verschiedene Olivine und Plagioklase auftreten.
Als eher seltene Mineralbildung kann Magnesiochromit an verschiedenen Fundorten zum Teil zwar reichlich vorhanden sein, insgesamt ist er aber wenig verbreitet. Bisher sind rund 300 Fundorte dokumentiert (Stand 2018).
In Deutschland fand sich Magnesiochromit nur an wenigen Fundorten wie in der Grube Clara bei Oberwolfach in Baden-Württemberg, auf den Schlackenhalden der Zinkhütte Genna bei Letmathe in Nordrhein-Westfalen und bei Schwarzenberg im sächsischen Erzgebirge. Zudem konnte Magnesiochromit als Bestandteil des Meteoriten Erxleben nachgewiesen werden, der 1812 nahe dem gleichnamigen Ort im Sachsen-Anhalteer Landkreis Börde niederging.
In Österreich kennt man das Mineral bisher nur aus einem Basalt-Steinbruch bei Klöch und aus der Magnesit-Grube Breitenau am Hochlantsch in der Steiermark sowie von einer Schlackenhalde der Montanwerke Brixlegg in Nordtirol.
Der bisher einzige bekannte Fundort in der Schweiz ist das Val de Moiry im Kanton Wallis, genauer ein Fundpunkt unter dem Gletscherboden des Moirygletschers mit serpentinischem Gestein und der sogenannte Pointe du Tsaté mit Rodingit-Dykes und alpinotypen, metamorphen Gängen in Serpentinit.
Weitere Fundorte liegen unter anderem in Australien, China, Frankreich, Indien, Italien, Japan, Kanada, Russland, der Slowakei und den USA.